# Anastatus flavithorax
Anastatus flavithorax is een vliesvleugelig insect uit de familie Eupelmidae. De wetenschappelijke naam is voor het eerst geldig gepubliceerd in 1915 door Girault & Dodd.